# 八林昔黑剌秃合必畜
八林昔黑剌秃合必畜（?—?），一作巴林失亦剌秃合必赤，蒙古孛儿只斤氏的始祖孛端察儿的长子，成吉思汗的九世祖。孛端察儿和原配妻子生的儿子。生子咩撚笃敦（篾年土敦，海都汗的祖父）。